# Fox News
Fox News Channel (FNC) hay Fox News là một kênh tin tức truyền hình cáp thuộc sở hữu của Fox Entertainment Group - một công ty con của Tập đoàn truyền thông Entertainment Group.
Tính đến tháng 4 năm 2009, Fox News đã có sẵn đến 102 triệu hộ gia đình tại Hoa Kỳ cũng như khách hàng quốc tế, phát sóng chủ yếu từ trụ sở chính tại Thành phố New York.
Kênh do ông trùm truyền thông người Mỹ gốc Úc Rupert Murdoch - người thuê cựu giám đốc điều hành NBC Roger Ailes với tư cách Giám đốc điều hành sáng lập - tạo ra. Kênh ra mắt vào ngày 7 tháng 10 năm 1996 với 17 triệu thuê bao truyền hình cáp và tăng trưởng trong thời gian cuối những năm 1990 và 2000 để trở thành mạng cáp thông tin chiếm ưu thế tại Hoa Kỳ.